# Tokarev (película)
Rage (Tokarev) es una película estadounidense del año 2014, dirigida por Paco Cabezas y protagonizada por Nicolas Cage.

## Argumento
Un respetado hombre de negocios de pasado oscuro busca venganza después de que su hija es secuestrada por unos hombres que quieren saldar viejas deudas. 
Ante sus amigos y familiares, Paul Maguire (Nicolas Cage) es un hombre familiar y trabajador. Pero todos desconocen que Paul tiene un pasado muy diferente, en el que la vida era barata y las deudas se pagaban con sangre.

## Reparto
- Nicolas Cage: Paul Maguire
- Rachel Nichols: Vanessa Maguire
- Peter Stormare: Francis O'Connell
- Max Ryan: Kane
- Danny Glover: Det. Peter St. John
- Judd Lormand: Sr. White
- Max Fowler: Mike
- Michael McGrady: Danny Doherty
- Pasha D. Lychnikoff: Chernov
- Patrice Cols: Anton
- Weston Cage: Paul Maguire joven
- Aubrey Peeples: Caitlin Maguire
- Jack Falahee: Evan
- Ron Goleman: Detective Hanson
- Michael Papajohn: Vory
- Amir Zandi: Danny Doherty joven